# Lisa (Brașov)
Lisa è un comune della Romania di 1613 abitanti, ubicato nel distretto di Brașov, nella regione storica della Transilvania.
Il comune è formato dall'unione di 3 villaggi: Breaza, Lisa, Pojorta.
Lisa ha dato i natali allo scrittore Octavian Paler (1926-2007).